# Mistrovství světa v ledním hokeji žen 2023 (Divize II)
Mistrovství světa v ledním hokeji žen 2023 (Divize II) byl mezinárodní hokejový turnaj pořádaný Mezinárodní hokejovou federací.
Turnaj skupiny A se konal v mexickém Ciudad de México od 2. do 7. dubna 2023.
Turnaj skupiny B se konal v jihoafrickém Kapském Městě od 20. do 26. února 2023. 

## Skupina A

### Účastníci
| Tým           | Kvalifikace                            |
| ------------- | -------------------------------------- |
| Lotyšsko      | 2. místo v Divizi II A 2022            |
| Španělsko     | 3. místo v Divizi II A 2022            |
| Tchaj-wan     | 4. místo v Divizi II A 2022            |
| Mexiko        | Pořadatel, 5. místo v Divizi II A 2022 |
| Severní Korea | Vloni bez účasti.                      |
| Island        | 1. místo v Divizi II B 2022 a postup   |

### Rozhodčí
| Hlavní                                               | Čárové                                                                                       |
| ---------------------------------------------------- | -------------------------------------------------------------------------------------------- |
| - Grace Barlow - Béatrice Fortin - Martina Zedníková | - Joanie Duchesneau - Sophie Thomson - Marise Larios - Monika Szpyt-Jucha - Jessica Lundgren |

### Tabulka
|  | Postupující do Divize I B 2024  |
|  | Sestupující do Divize II B 2024 |

| Poř. | Tým           | Z | V | VP | PP | P | GV | GI | +/- | B  |
| ---- | ------------- | - | - | -- | -- | - | -- | -- | --- | -- |
| 1.   | Lotyšsko      | 4 | 4 | 0  | 0  | 0 | 21 | 3  | +18 | 12 |
| 2.   | Španělsko     | 4 | 3 | 0  | 0  | 1 | 17 | 6  | +11 | 9  |
| 3.   | Mexiko        | 4 | 2 | 0  | 0  | 2 | 5  | 16 | -11 | 6  |
| 4.   | Tchaj-wan     | 4 | 0 | 1  | 0  | 3 | 5  | 9  | -4  | 2  |
| 5.   | Island        | 4 | 0 | 0  | 1  | 3 | 6  | 20 | -14 | 1  |
| 6.   | Severní Korea | 0 | 0 | 0  | 0  | 0 | 0  | 0  | 0   | 0  |

### Zápasy
Všechny časy jsou místní (UTC-6).
| 2. dubna 2023 14:00 | Lotyšsko | 3 : 2 (0:1, 2:0, 1:1) | Tchaj-wan | San Jeronimo Arena, Ciudad de México Návštěvnost: 108 |  |

| Report |

| 2. dubna 2023 18:30 | Mexiko | 0 : 6 (0:4, 0:1, 0:1) | Španělsko | San Jeronimo Arena, Ciudad de México Návštěvnost: 716 |  |

| Report |

| 3. dubna 2023 18:30 | Island | 2 : 3 (0:1, 1:1, 1:1) | Mexiko | San Jeronimo Arena, Ciudad de México Návštěvnost: 682 |  |

| Report |

| 4. dubna 2023 14:00 | Španělsko | 2 : 0 (0:0, 2:0, 0:0) | Tchaj-wan | San Jeronimo Arena, Ciudad de México Návštěvnost: 128 |  |

| Report |

| 4. dubna 2023 18:30 | Island | 0 : 6 (0:3, 0:1, 0:2) | Lotyšsko | San Jeronimo Arena, Ciudad de México Návštěvnost: 127 |  |

| Report |

| 5. dubna 2023 18:30 | Mexiko | 0 : 8 (0:1, 0:4, 0:3) | Lotyšsko | San Jeronimo Arena, Ciudad de México Návštěvnost: 708 |  |

| Report |

| 6. dubna 2023 14:00 | Španělsko | 8 : 2 (1:1, 3:0, 4:1) | Island | San Jeronimo Arena, Ciudad de México Návštěvnost: 114 |  |

| Report |

| 6. dubna 2023 18:30 | Tchaj-wan | 0 : 2 (0:1, 0:1, 0:0) | Mexiko | San Jeronimo Arena, Ciudad de México Návštěvnost: 782 |  |

| Report |

| 7. dubna 2023 14:00 | Lotyšsko | 4 : 1 (1:0, 1:0, 2:1) | Španělsko | San Jeronimo Arena, Ciudad de México Návštěvnost: 295 |  |

| Report |

| 7. dubna 2023 18:30 | Tchaj-wan | 3 : 2 SN (1:0) (1:2, 1:0, 0:0 - 0:0) | Island | San Jeronimo Arena, Ciudad de México Návštěvnost: 278 |  |

| Report |

## Skupina B

### Účastníci
| Tým         | Kvalifikace                            |
| ----------- | -------------------------------------- |
| Austrálie   | 2. místo v Divizi II B 2022            |
| Turecko     | 3. místo v Divizi II B 2022            |
| JAR         | Pořadatel, 4. místo v Divizi II B 2022 |
| Chorvatsko  | 5. místo v Divizi II B 2022            |
| Nový Zéland | Vloni bez účasti.                      |
| Belgie      | 1. místo v Divizi III A 2022 a postup  |

### Rozhodčí
| Hlavní                                             | Čárové                                                                                 |
| -------------------------------------------------- | -------------------------------------------------------------------------------------- |
| - Davida Paul - Gabriela Malá - Svenja Strohmenger | - Bernadett Holzer - Danielle Rostan - Joanna Pobożniak - Alba Calero - Michele Müller |

### Tabulka
|  | Postupující do Divize II A 2024  |
|  | Sestupující do Divize III A 2024 |

| Poř. | Tým         | Z | V | VP | PP | P | GV | GI | +/- | B  |
| ---- | ----------- | - | - | -- | -- | - | -- | -- | --- | -- |
| 1.   | Belgie      | 4 | 4 | 0  | 0  | 0 | 19 | 4  | +15 | 12 |
| 2.   | Austrálie   | 4 | 3 | 0  | 0  | 1 | 34 | 3  | +31 | 9  |
| 3.   | Nový Zéland | 4 | 2 | 0  | 0  | 2 | 24 | 11 | +13 | 6  |
| 4.   | JAR         | 4 | 1 | 0  | 0  | 3 | 4  | 20 | -16 | 3  |
| 5.   | Chorvatsko  | 4 | 0 | 0  | 0  | 4 | 3  | 46 | -43 | 0  |
| 6.   | Turecko     | 0 | 0 | 0  | 0  | 0 | 0  | 0  | 0   | 0  |

 Turecko odstoupilo před turnajem z důvodu Zemětřesení v Turecku a Sýrii 2023.

### Zápasy
Všechny časy jsou místní (UTC+2).
| 20. února 2023 16:00 | Chorvatsko | 1 : 15 (1:4, 0:3, 0:8) | Nový Zéland | The Ice Station, Kapské Město Návštěvnost: 30 |  |

| Report |

| 20. února 2023 20:00 | Austrálie | 10 : 0 (2:0, 5:0, 3:0) | JAR | The Ice Station, Kapské Město Návštěvnost: 300 |  |

| Report |

| 21. února 2023 20:00 | Belgie | 10 : 1 (3:0, 3:1, 4:0) | Chorvatsko | The Ice Station, Kapské Město Návštěvnost: 50 |  |

| Report |

| 22. února 2023 16:00 | Belgie | 1 : 0 (0:0, 1:0, 0:0) | Austrálie | The Ice Station, Kapské Město Návštěvnost: 50 |  |

| Report |

| 22. února 2023 20:00 | Nový Zéland | 5 : 1 (2:0, 1:0, 2:1) | JAR | The Ice Station, Kapské Město Návštěvnost: 300 |  |

| Report |

| 23. února 2023 20:00 | Chorvatsko | 0 : 19 (0:2, 0:12, 0:5) | Austrálie | The Ice Station, Kapské Město Návštěvnost: 30 |  |

| Report |

| 24. února 2023 16:00 | Nový Zéland | 2 : 4 (2:1, 0:2, 0:1) | Belgie | The Ice Station, Kapské Město Návštěvnost: 40 |  |

| Report |

| 24. února 2023 20:00 | JAR | 2 : 1 (2:0, 0:1, 0:0) | Chorvatsko | The Ice Station, Kapské Město Návštěvnost: 200 |  |

| Report |

| 26. února 2023 14:00 | Austrálie | 5 : 2 (0:2, 3:0, 2:0) | Nový Zéland | The Ice Station, Kapské Město Návštěvnost: 300 |  |

| Report |

| 26. února 2023 18:00 | JAR | 1 : 4 (0:1, 1:2, 0:1) | Belgie | The Ice Station, Kapské Město Návštěvnost: 600 |  |

| Report |